# Federico X di Danimarca
Federico X di Danimarca (nome completo in danese Frederik André Henrik Christian; Copenaghen, 26 maggio 1968) è il re di Danimarca dal 2024.
È salito al trono dopo l'abdicazione di sua madre Margherita II.

## Biografia

### Infanzia e primi anni

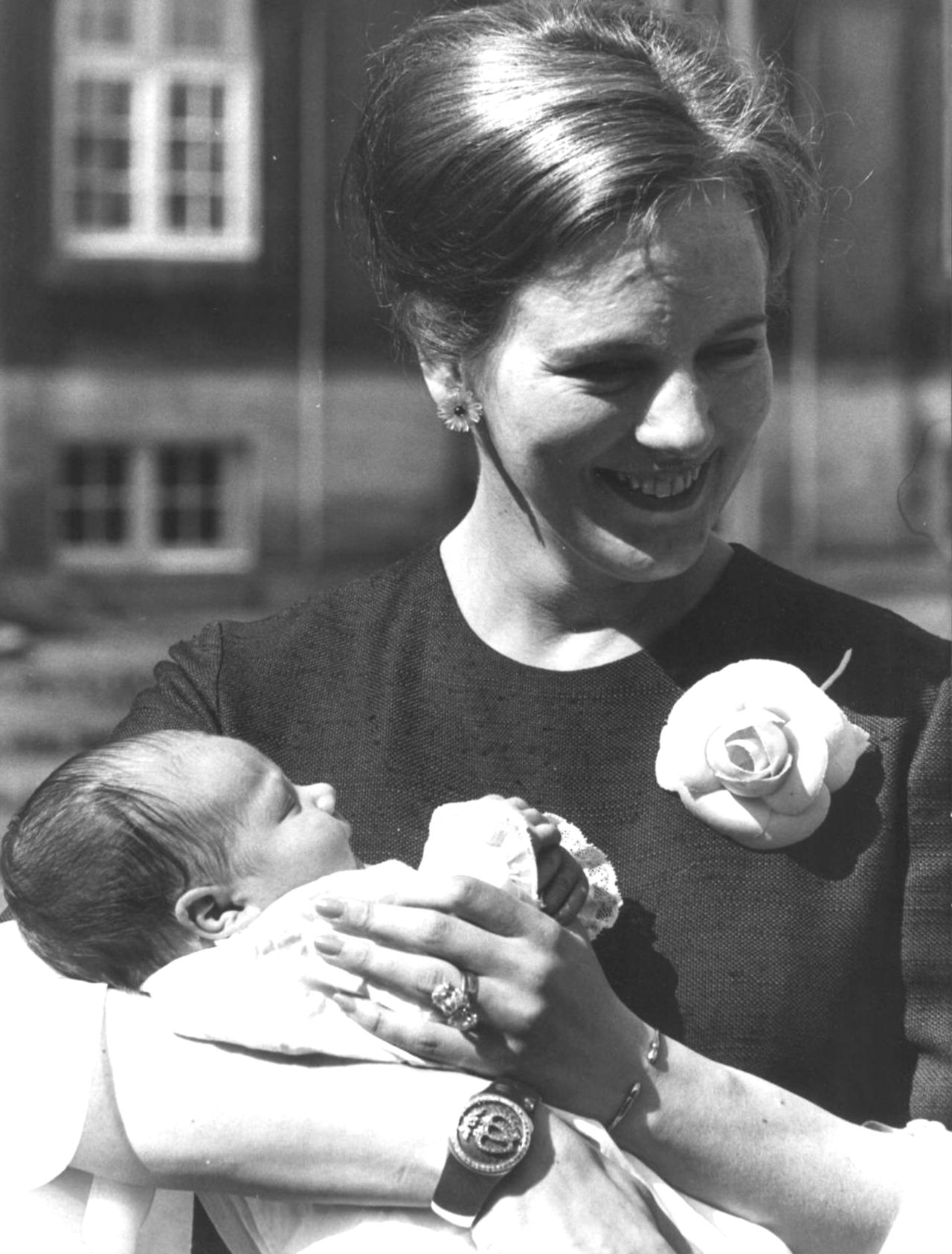
Federico in braccio alla madre, 1968

Federico è nato con parto cesareo al Rigshospital di Copenaghen, alle ore 23:50 del 26 maggio 1968, primogenito di Margherita e del principe Henrik. Sarebbe dovuto nascere nel palazzo di Amalienborg, ma complicazioni legate al parto costrinsero il trasferimento in ospedale. Ha un fratello minore, il principe Gioacchino.
Venne battezzato il 24 giugno nella chiesa di Holmen e i suoi padrini furono lo zio paterno Étienne, la zia materna Anna Maria, il principe Giorgio, Giuseppina Carlotta del Belgio, Christian de Wateville-Berckheim e Birgitta Juel Hillingsø, amica di sua madre. Porta i seguenti nomi: Federico, in onore del nonno materno, Federico IX; Andrea, in onore del nonno paterno, André de Laborde de Monpezat; Enrico, in onore di suo padre; Cristiano, in onore del bisnonno Cristiano X.

#### Istruzione e carriera
Divenne principe ereditario quando sua madre salì al trono come Margherita II, il 14 gennaio 1972. Dal 1974 ricevette lezioni private ad Amalienborg, fino al 1976, e alla Krebs' Skole, frequentata fino al 1981. Il 28 maggio dello stesso anno ricevette la cresima nel palazzo di Fredensborg. Tra il 1982 e il 1983 studiò all'École des Roches, in Normandia, e nel 1986 si diplomò all'Øregaard Gymnasium. Nello stesso anno partecipò a una spedizione in Mongolia con focus sui nomadi.
Tra il 1992 e il 1993, utilizzando il nome "Frederik Henriksen", si iscrisse agli studi di scienze politiche presso l'Università di Harvard e nel 1994 prestò servizio alla missione danese delle Nazioni Unite a New York. Nel 1995 si laureò in scienze politiche all'Università di Aarhus e dall'ottobre 1998 lavorò per un anno come primo segretario presso l'ambasciata danese a Parigi.
È stato il primo reale danese a completare un ciclo d'istruzione universitaria. Oltre al danese, padroneggia il francese, l'inglese e il tedesco.

#### Attività militare
La sua educazione militare ebbe inizio nel 1986 nel Kongelige Livgarde. Nel 1988 venne nominato tenente di riserva e poi comandante di plotone nel Gardehusarregimentet. Nel 1989 fu promosso al ruolo di primo tenente di riserva e nel 1995 completò la formazione da subacqueo nel Frømandskorpset della Kongelige danske marine, per essere nominato primo tenente di riserva anche nella marina. Nel 1997 gli fu conferito il grado di tenente comandante di riserva, di nuovo nella marina, e di capitano di riserva nell'esercito.
Nel 2000 frequentò la Flyveskolen, per poi diventare capitano di riserva nelle forze aeree. Studiò alla Forsvarsakademiet dal 2001 al 2002, quando venne nominato maggiore dell'esercito, dell'aviazione e comandante della marina. Da allora fino al 2003 lavorò come ufficiale al Comando di Difesa della Danimarca e in quest'ultimo anno fu docente senior all'Istituto di Strategia della Forsvarsakademiet.
Nell'aprile 2004 fu elevato al rango di comandante senior della marina e di tenente colonnello per l'esercito e le forze aeree. Nel 2010 salì al titolo di comandante nella marina e di colonnello negli altri due corpi. Dal 2015 è contrammiraglio e maggior generale di esercito e aeronautica. Nella marina è noto con il soprannome "Pingo". In occasione della sua ascesa al trono è salito ai gradi di ammiraglio e generale.

#### Impegni ufficiali

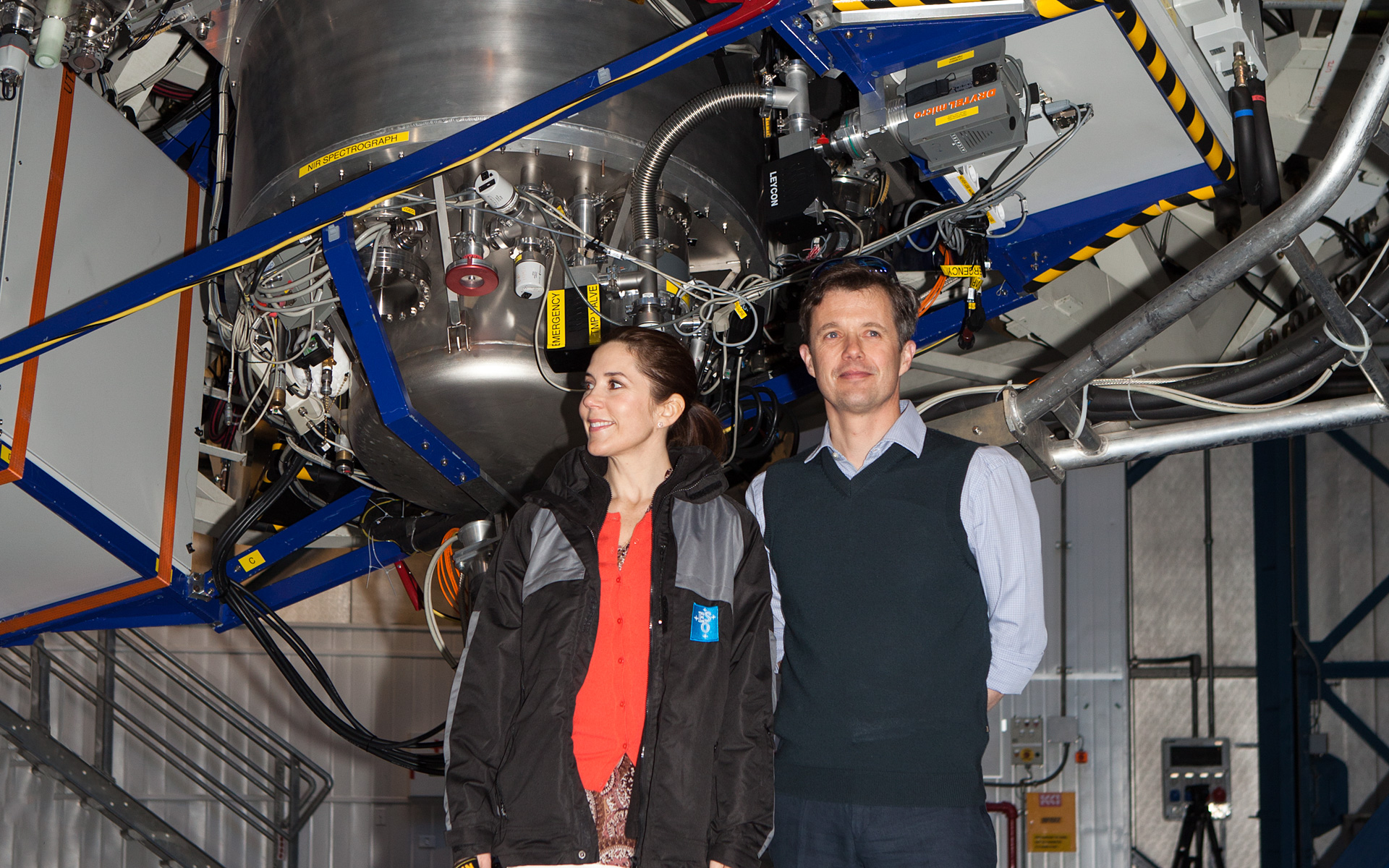
Mary e Federico durante una visita all'osservatorio del Paranal, 2013

In occasione del suo 25⁰ compleanno, nel 1993, le donazioni ricevute da cittadini danesi e statunitensi furono impiegate per la creazione del Crown Prince Frederik Fund, amministrato dalla Commissione Fulbright danese-americana, che finanzia un anno di studio nell'ambito delle scienze sociali all'Harvard Kennedy School. Il principe assegna nel giugno di ogni anno le borse di studio del fondo. Prese parte con il Frømandskorpset alla Spedizione Sirius 2000 per quattro mesi nel Nord della Groenlandia.
Dalla COP15 tenutasi nel 2009, ha focalizzato la propria attenzione sull'ambiente e diventò patrono del partenariato pubblico-privato Climate Consortium Denmark, in seguito noto come "State of Green". Dallo stesso anno fino al 2021 è stato un membro del CIO, impegnandosi nella Commissione "Sport per Tutti", nella Sustainablility and Legacy Commission e nella pianificazione dei III Giochi olimpici giovanili invernali.
In occasione del suo 50⁰ compleanno, nel 2018 avviò la Royal Run, un'iniziativa di corsa comunitaria che invita i cittadini a partecipare a prescindere dalla loro esperienza sportiva. Nel 2020 ha fondato i Crown Prince Frederik International Business Awards, che vengono assegnati alle aziende internazionali che promuovono a livello globale le soluzioni danesi. Ha patrocinato lo ScienceYear2022, contribuendo alla promozione dell'interesse della società danese verso il mondo scientifico. Presiede il consiglio del Kronprins Frederiks og Kronprinsesse Mary Fond, attivo per finalità umanitarie, sociali e culturali.

### Matrimonio
Il 16 settembre del 2000, in occasione dei Giochi della XXVII Olimpiade, Federico incontrò nel locale Slip Inn di Sydney l'australiana Mary Donaldson. I due si fidanzarono ufficialmente l'8 ottobre 2003, per poi convolare a nozze il 14 maggio 2004 nella cattedrale di Copenaghen.

### Regno
È salito al trono a seguito dell'abdicazione della madre, il 14 gennaio 2024. Nello stesso giorno si è tenuta la proclamazione ufficiale da parte del primo ministro Mette Frederiksen dal balcone del palazzo di Christiansborg. Il suo motto, Uniti, impegnati, per il Regno di Danimarca, è il primo a non menzionare Dio dai tempi di Federico VII.
A novembre la casa reale annunciò che il sistema degli Hofleverandører sarebbe stato gradualmente eliminato fino al 31 dicembre 2029, ritenendo che un sistema in cui singole aziende possono vantare un riconoscimento speciale dalla casa reale non è più in linea con i tempi.
Con delibera del 20 dicembre 2024, il re ha modificato lo stemma reale del 1972 adottandone una versione ideata da Ronny Skov Andersen, in cui i simboli delle Fær Øer e della Groenlandia occupano il secondo e il terzo quarto; i due leoni che rappresentano lo Jutland Meridionale sono stati spostati all'ultimo quarto e le tre corone sono state eliminate, ritenendole elementi senza più carattere di attualità.
La scelta del re di dare maggior rilievo alle altre due nazioni del Reame Danese, è stata interpretata come la volontà di mantenere l'unità di tutto il Regno, sia in risposta alle richieste d'indipendenza della nazione groenlandese che alla volontà del presidente Trump di acquistare la stessa isola per unirla agli Stati Uniti d'America.

## Primi ministri

### Danimarca
1. Mette Frederiksen (II: 2022-in carica).

### Fær Øer
1. Aksel V. Johannesen (II: 2022-in carica).

### Groenlandia
1. Múte Bourup Egede (II: 2022-2025);
2. Jens Frederik Nielsen (2025 - in carica).

## Discendenza

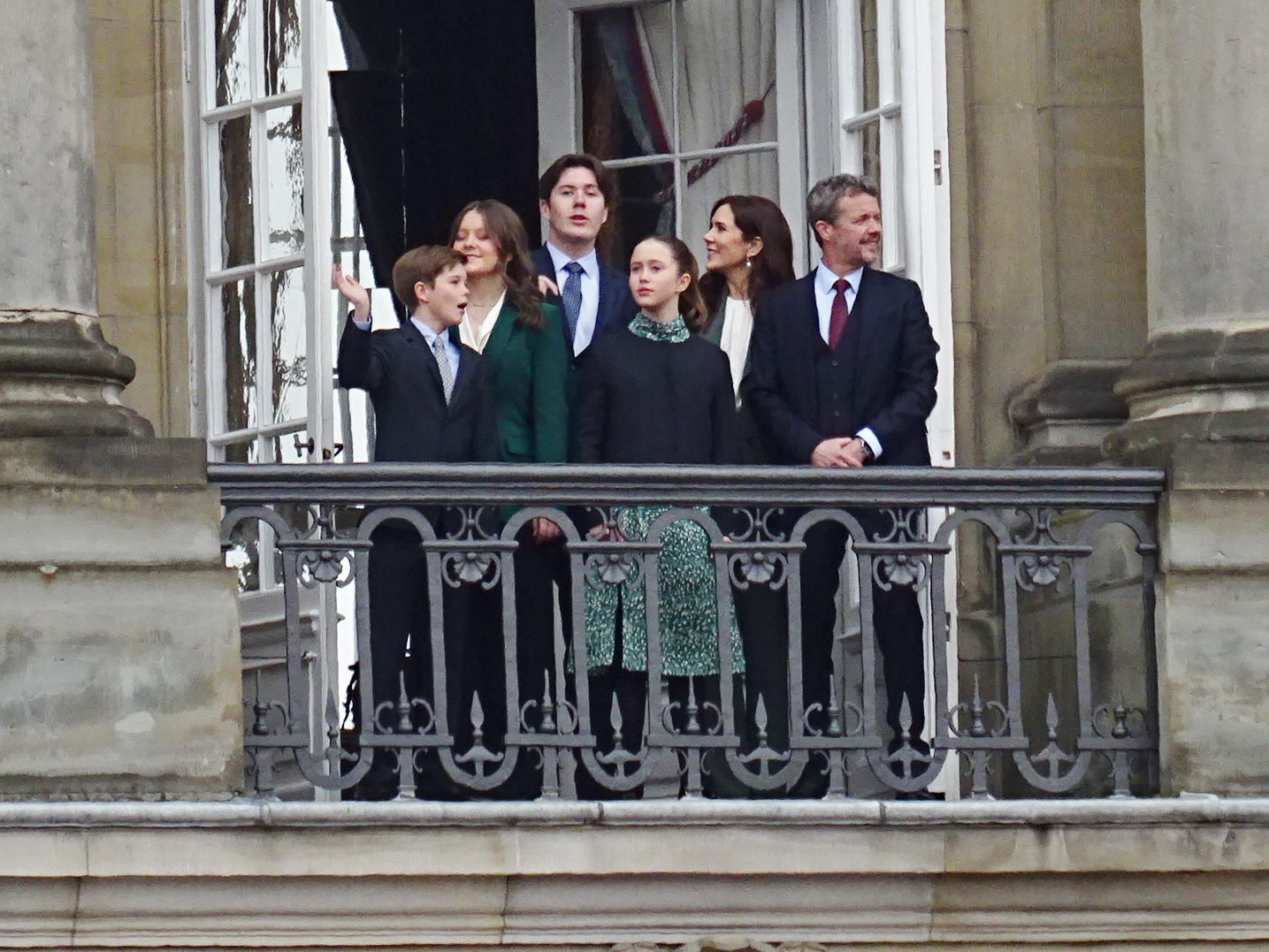
Federico X e famiglia nel 2023

Federico X e Mary Donaldson hanno due figli e due figlie:
- Cristiano (2005), erede al trono;[17]
- Isabella (2007);[18]
- Vincent (2011);[19]
- Josephine (2011).[19]

## Titoli e trattamento
- 26 maggio 1968 - 14 gennaio 1972: Sua Altezza Reale, il principe Federico di Danimarca
  - in danese: Hans Kongelige Højhed, prins Frederik til Danmark
- 14 gennaio 1972 - 29 aprile 2008: Sua Altezza Reale, il principe ereditario di Danimarca
  - in danese: Hans Kongelige Højhed, kronprins til Danmark
- 29 aprile 2008 - 14 gennaio 2024: Sua Altezza Reale, il principe ereditario di Danimarca, conte di Monpezat
  - in danese: Hans Kongelige Højhed, kronprins til Danmark, greve af Monpezat
- 14 gennaio 2024 - attuale: Sua Maestà, il re di Danimarca, conte di Monpezat 
  - in danese: Hans Majestæt, kong af Danmark, greve af Monpezat

### Stemma e stendardi

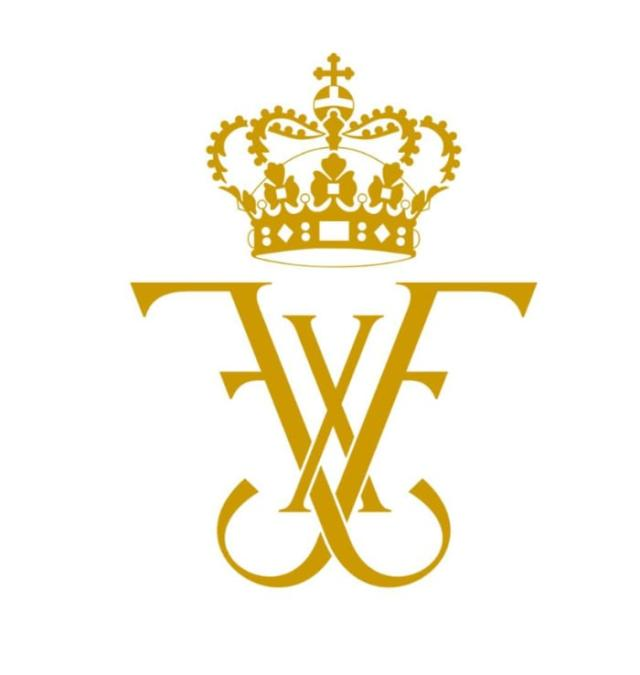
Monogramma personale di re Federico X di Danimarca
Stendardo reale della Danimarca (dal 2024)
Stemma reale danese (fino al 2024)
Stemma di Federico, principe della corona (1972-2024)
Monogramma di Federico, principe della corona (1972-2024)

### Onorificenze straniere

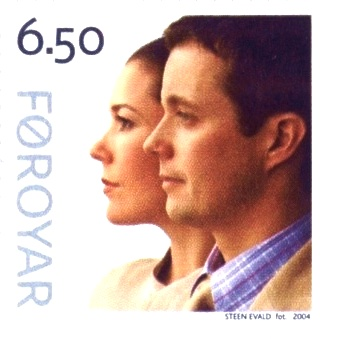
Mary e Federico su un francobollo delle Isole Fær Øer del 2004

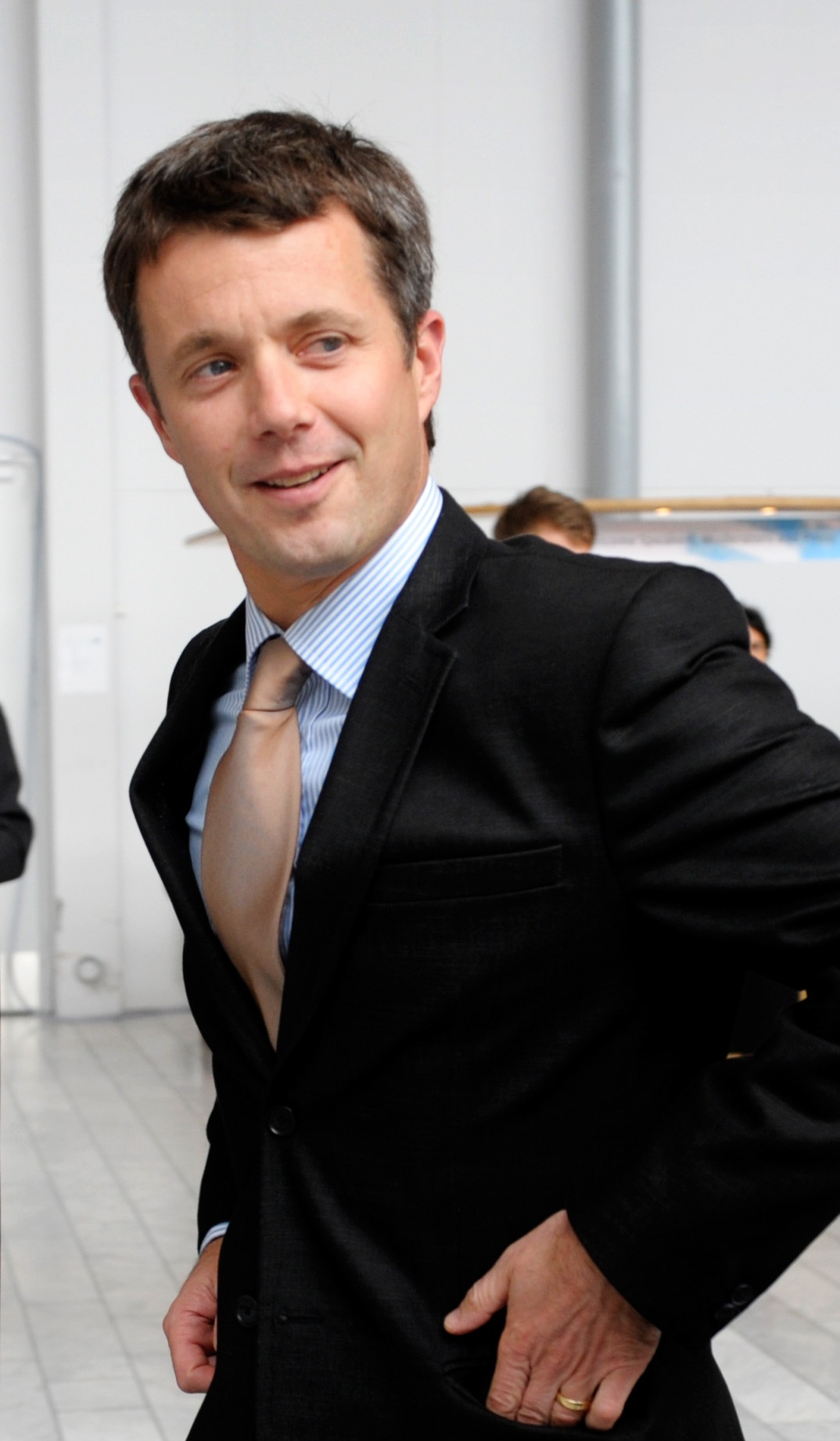
Il principe Federico nel 2009

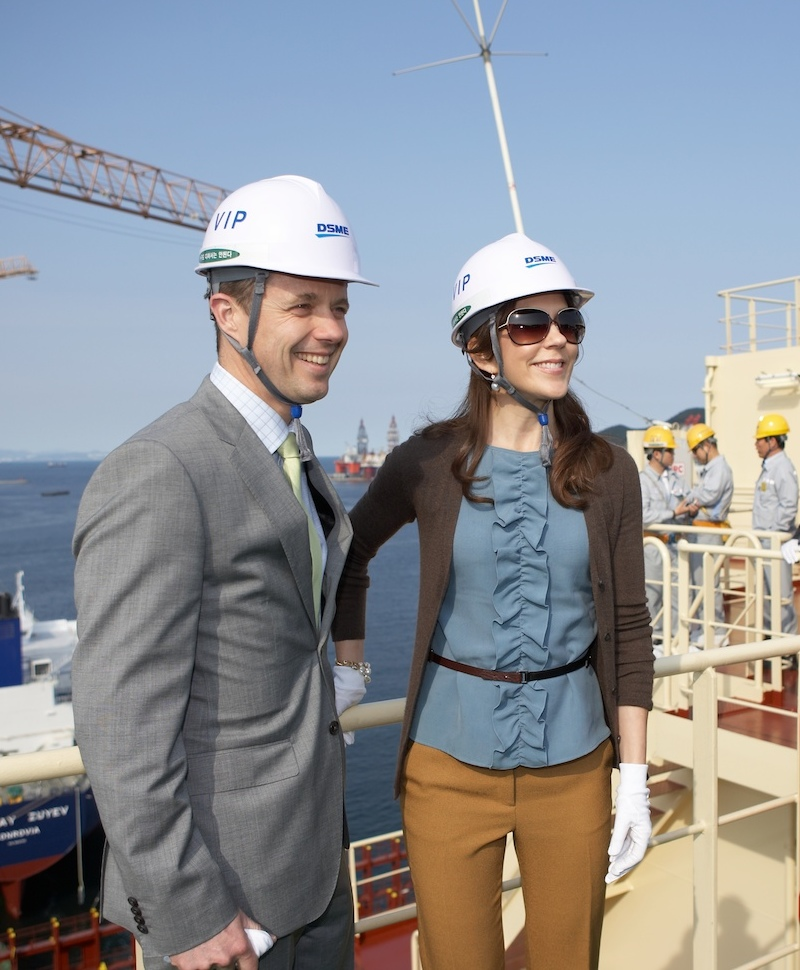
I principi Federico e Mary a Seul, 2012

## Ascendenza
|                              |                          |                             | Genitori                        |  |  | Nonni |  |  | Bisnonni                     |  |  | Trisnonni                       |  |
|                              |                          |                             |                                 |  |  |       |  |  | Henri de Laborde de Monpezat |  |  | Aristide de Laborde de Monpezat |  |
|                              |                          |                             |                                 |  |  |       |  |  | Henri de Laborde de Monpezat |  |  | Aristide de Laborde de Monpezat |  |
|                              |                          | Jeanne-Emilie Borde         |                                 |  |  |       |  |  | Henri de Laborde de Monpezat |  |  |                                 |  |
| André de Laborde de Monpezat |                          |                             |                                 |  |  |       |  |  | Henri de Laborde de Monpezat |  |  |                                 |  |
|                              |                          | Henriette Hallberg          | Eugene Hallberg                 |  |  |       |  |  |                              |  |  |                                 |  |
|                              |                          | Henriette Hallberg          | Eugene Hallberg                 |  |  |       |  |  |                              |  |  |                                 |  |
|                              |                          | Henriette Hallberg          | Clara Vernhes                   |  |  |       |  |  |                              |  |  |                                 |  |
| Henri de Laborde de Monpezat |                          | Henriette Hallberg          |                                 |  |  |       |  |  |                              |  |  |                                 |  |
|                              |                          | Maurice Yvonne Doursenot    | Jean-Alfred Yvonne Doursenot    |  |  |       |  |  |                              |  |  |                                 |  |
|                              |                          | Maurice Yvonne Doursenot    | Jean-Alfred Yvonne Doursenot    |  |  |       |  |  |                              |  |  |                                 |  |
|                              |                          | Maurice Yvonne Doursenot    | Marie-Louise Barriere           |  |  |       |  |  |                              |  |  |                                 |  |
| Renée Yvonne Doursenot       |                          | Maurice Yvonne Doursenot    |                                 |  |  |       |  |  |                              |  |  |                                 |  |
|                              |                          | Marthe Gay                  | Leonard Gay                     |  |  |       |  |  |                              |  |  |                                 |  |
|                              |                          | Marthe Gay                  | Leonard Gay                     |  |  |       |  |  |                              |  |  |                                 |  |
|                              |                          | Marthe Gay                  | Margherite Laforest             |  |  |       |  |  |                              |  |  |                                 |  |
| Federico X di Danimarca      |                          | Marthe Gay                  |                                 |  |  |       |  |  |                              |  |  |                                 |  |
|                              | Cristiano X di Danimarca | Federico VIII di Danimarca  |                                 |  |  |       |  |  |                              |  |  |                                 |  |
|                              | Cristiano X di Danimarca | Federico VIII di Danimarca  |                                 |  |  |       |  |  |                              |  |  |                                 |  |
|                              | Cristiano X di Danimarca | Luisa di Svezia             |                                 |  |  |       |  |  |                              |  |  |                                 |  |
| Federico IX di Danimarca     | Cristiano X di Danimarca |                             |                                 |  |  |       |  |  |                              |  |  |                                 |  |
|                              |                          | Alessandrina di Meclemburgo | Federico III di Meclemburgo     |  |  |       |  |  |                              |  |  |                                 |  |
|                              |                          | Alessandrina di Meclemburgo | Federico III di Meclemburgo     |  |  |       |  |  |                              |  |  |                                 |  |
|                              |                          | Alessandrina di Meclemburgo | Anastasija Michajlovna Romanova |  |  |       |  |  |                              |  |  |                                 |  |
| Margherita II di Danimarca   |                          | Alessandrina di Meclemburgo |                                 |  |  |       |  |  |                              |  |  |                                 |  |
|                              |                          | Gustavo VI Adolfo di Svezia | Gustavo V di Svezia             |  |  |       |  |  |                              |  |  |                                 |  |
|                              |                          | Gustavo VI Adolfo di Svezia | Gustavo V di Svezia             |  |  |       |  |  |                              |  |  |                                 |  |
|                              |                          | Gustavo VI Adolfo di Svezia | Vittoria di Baden               |  |  |       |  |  |                              |  |  |                                 |  |
| Ingrid di Svezia             |                          | Gustavo VI Adolfo di Svezia |                                 |  |  |       |  |  |                              |  |  |                                 |  |
|                              |                          | Margherita di Connaught     | Arturo di Connaught             |  |  |       |  |  |                              |  |  |                                 |  |
|                              |                          | Margherita di Connaught     | Arturo di Connaught             |  |  |       |  |  |                              |  |  |                                 |  |
|                              |                          | Margherita di Connaught     | Luisa Margherita di Prussia     |  |  |       |  |  |                              |  |  |                                 |  |
|                              |                          | Margherita di Connaught     |                                 |  |  |       |  |  |                              |  |  |                                 |  |